# الرعب (العرش)

تعديل مصدري - تعديل

الرعب هي إحدى قرى عزلة العرش بمديرية العرش التابعة لمحافظة البيضاء، بلغ تعداد سكانها 199 نسمة حسب تعداد اليمن لعام 2004.